# 조지헌
조지헌(趙持憲 1642 ~ 1685)은 조선의 문신으로 좌의정을 지낸 문효공(文孝公) 포저(浦渚) 조익(趙翼)의 손자이며, 도산(道山) 조내양(趙來陽)의 아들이다. 자는 백도(伯度)이며 본관은 풍양이다.
현종4년(1664)에 진사시에 합격하여 참봉(參奉)에 임명되었으며, 봉사(奉事)로 승진 되었다가 상의원 직장(直長)을 지냈다. 이후 의금부 도사(都事), 예안현감(禮安縣監)을 지냈으며, 숙종7년(1681)에  백천현감(白川縣監), 숙종10년(1684) 공조좌랑(工曹佐郞)을 차례로 지내고 정랑(正郞)에 이르렀다.

## 가계
- 조부 : 조익(趙翼)
  - 아버지 : 조내양(趙來陽)
  - 어머니 : 연안 이씨(延安 李氏), 영의정 이시백(李時白)의 딸
    - 본인 : 조지헌(趙持憲)

  - 부인 : 사천 목씨(泗川睦氏) 목리선(睦履善)의 딸
    - 아들 : 명인(命仁)
    - 아들 : 명형(命亨)
    - 아들 : 명정(命禎) - 사촌형님 조지겸(趙持謙)에게 양자로 감.
    - 아들 : 명재(命才)
    - 딸 : 완산 이씨 이근(李根)의 처
    - 딸 : 청송 심씨 심부(沈溥)의 처